# 未获改正的右派
未获改正的右派，是指1980年代初对反右运动中被打成“右派分子”者进行“改正”的过程中，未获得“改正”的“右派分子”。1978年，右派被全部摘去帽子。此后，对右派开展了“改正”工作。至1981年，右派的“改正”工作结束，曾经被划为右派的55万人几乎全部“改正”，但是仍有极少的一部分人“只摘帽子，维持右派原案，不予改正”其中包括中共中央认定的5名右派分子章伯钧、罗隆基、彭文应、储安平、陈仁炳以及由各地方认定的90余名右派分子。

## 背景
1978年4月，中共中央在批转中共中央统战部、公安部《关于全部摘掉右派分子帽子的请示报告》的通知中，作出了全部摘掉右派分子帽子的决定。此后，全体右派分子的“右派分子”帽子被摘掉。另一方面，开展了对右派分子的改正工作。1978年9月，中共中央在批转中央组织部、宣传部、统战部、公安部、民政部《贯彻中央关于摘掉右派分子帽子决定的实施方案》的通知中指出：“对过去错划了的人，要做好改正工作。有反必肃、有错必纠是中国共产党的一贯方针。已经发现错了的，尽管事隔多年，也应予改正。”
根据中共中央公布的信息，1957年和1958年共划右派552,973人，1978年后“改正”552,877人，不予改正96人，其中中央级5人，地方级91人。
各地方遵照中央指示，也开展了右派的摘帽及改正工作。上海市1957年反右斗争中，全市共有15,419人被划为右派分子。“文化大革命”前，上海市根据1959年9月17日中共中央《关于摘掉确已悔改的右派分子帽子的指示》，先后分5批摘掉了大部分右派分子的帽子。1978年5月2日，上海市对尚未摘掉右派分子帽子的1,471人全部摘掉了右派帽子。1978年11月，中共上海市委批转中共上海市委组织部、统战部、公安局、劳动局、民政局关于贯彻中共中央《贯彻中央关于摘掉右派分子帽子决定的实施方案》的通知的实施意见，要求各单位做好改正工作。1979年，中共上海市委先后批转市委统战部等5部门《关于错划右派改正后若干具体问题处理意见》和《关于对“中右分子”审查安置等问题的批复》等文件。到1980年9月，复查改正工作基本结束，上海市共改正16,297人（1957年后，机构及人员变化很大，该数是中共十一届三中全会后在上海市的与仍属上海市管辖的人员中的复查改正数），其中市级爱国民主人士被划为右派分子的有106人，改正104人。（彭文应、陈仁炳2人未被改正）。

## 名单
- 中央点名（5人）
  - 章伯钧
  - 罗隆基
  - 彭文应
  - 储安平
  - 陈仁炳

- 四川省（21人）[4]
  - 冯元春、谢文量（成都市）
  - 曾清泾、蒲世光、左甘仁、刘治良、曾庆有、李负、陈朝中、周季荪、丁六阳（重庆市）
  - 朱苏、杨正文（泸州市）
  - 刘国佐、王廷方（内江市）
  - 罗伯勋（乐山市）
  - 刘元芳、文义蕴（涪陵地区）
  - 李文统（雅安地区）
  - 张志成、张麟仪（省级单位）
- 其他未获得改正的右派：
  - 高风 （沈阳市内定两个不予改正的右派之一）
  - 林希翎
  - 孙大雨

……

## 相关文件
- 中共中央关于摘掉确实悔改的右派分子的帽子的指示，1959年9月17日（页面存档备份，存于）
- 中共中央关于摘掉右派帽子的人员的工作分配和生活待遇的规定（中发（59）888号戌），1959年11月2日（页面存档备份，存于）
- 中共中央批准中央统战部、公安部关于全部摘掉右派分子帽子的请示报告的通知（中发〔1978〕第11号），1978年4月5日[永久]
- 中共中央批准中共中央组织部、中共中央宣传部、中共中统战部、公安部、民政部贯彻中央关于全部摘掉右派分子帽子决定的实施方案（中发〔1978〕第55号），1978年9月17日（页面存档备份，存于）
- 中共中央组织部 中共中央宣传部 中共中央统部 公安部 民政部关于中发〔1978〕55号文件的补充说明（统发〔1979〕第143号），1979年2月11日[永久]
- 国务院、中央军委批转总政治部关于贯彻执行中央〔1978〕55号文件精神的补充规定，1979年5月3日（页面存档备份，存于）
- 中共中央批转中共中央组织部、中共中央宣传部、中共中央统战部、公安部、民政部关于继续贯彻执行中央〔1978〕55号文件几个问题的请示（中发〔1979〕第65号），1979年9月10日[永久]
- 中共中央关于历史反革命又戴上右派帽子的人复查问题的通知（中发〔1980〕第42号），1980年5月18日[永久]
- 中共中央批转中央统战部关于爱国人士中的右派复查问题的请示报告的通知（中发〔1980〕第50号），1980年6月11日[永久]